# Olagadam
Olagadam es una ciudad y nagar Panchayat situada en el distrito de Erode en el estado de Tamil Nadu (India). Su población es de 9958 habitantes (2011). Se encuentra a 30 km de Erode.

## Demografía
Según el censo de 2011 la población de Olagadam era de 9958 habitantes, de los cuales 4261 eran hombres y 4289 eran mujeres. Olagadam tiene una tasa media de alfabetización del 66,10%, inferior a la media estatal del 80,09%: la alfabetización masculina es del 77,32%, y la alfabetización femenina del 54,59%.